# Paromola cuvieri
La capra di fondale o paromola (Paromola cuvieri Risso, 1816) è un crostaceo decapode della famiglia Homolidae.

## Descrizione
Carapace colore rosso, arancio o bruno chiaro, ricco di spine di colore bianco, con diametro fino a oltre 20 centimetri, più largo che lungo. Zampe sottili e lunghe, adatte al movimento sul fondale sabbioso. Chele anteriori piccole, punta nera o molto scura, lunghe, al termine di braccia snodate in due differenti punti, leggermente più spesse delle zampe.

## Distribuzione
Mar Mediterraneo orientale, Mar Ionio, Sicilia, Sudafrica, Azzorre, Isole Canarie, Isole di Capo Verde. Fondali sabbiosi o fangosi tra gli 80 e i 300 metri.